# Martinez (DJ)

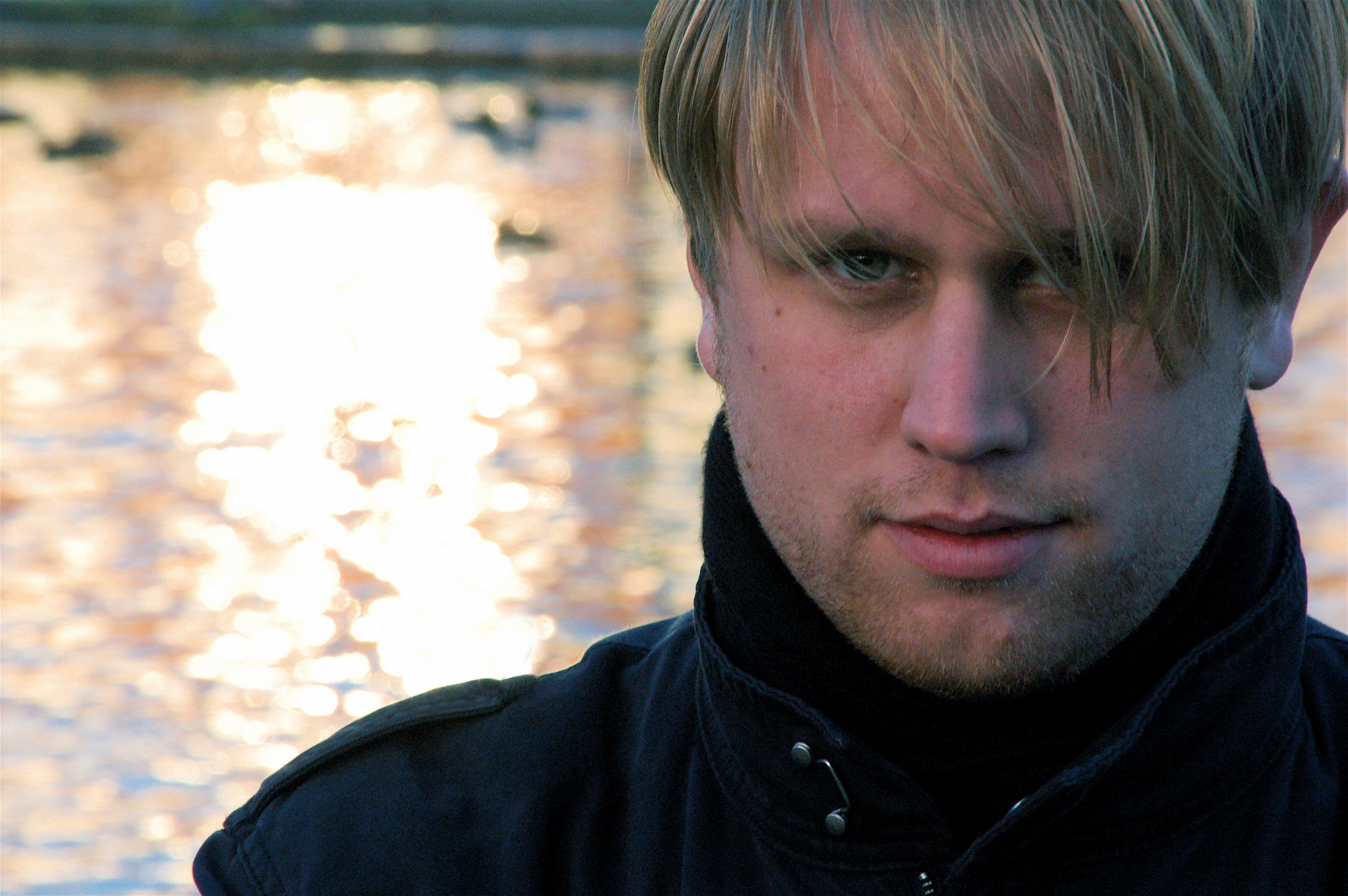
Martinez

Martinez (* 1981, bürgerlich Martin Swanstein) ist ein dänischer DJ und Musikproduzent im Bereich des House. Zudem ist er Gründer und Inhaber der Labels „Out Of Orbit“ und „Re:connected“.

## Biografie
Martinez wuchs in Helsingborg (Schweden), in der Nähe der dänischen Insel Seeland auf. Er beherrscht verschiedene Musikinstrumente (Keyboard, Gitarre und Flöte), konzentrierte sich allerdings schon in jungen Jahren auf das Djing und Produzieren elektronischer Tanzmusik. Für ein Engagement in den Helsingborger Clubs war er anfänglich allerdings noch zu jung, da die Schwedische Alkoholpolitik und der damit verbundene Jugendschutz Minderjährigen das Betreten von Diskotheken generell untersagt. Daraufhin organisierte er seine ersten Veranstaltungen am Strand von Helsingborg, auf denen er selbst als DJ auftrat. Nach dem Einreichen eines Demotapes co-produzierte er seine ersten Stücke in den Wrong Steps Studios zusammen mit dem französischen Produzenten Manuel Perez. Genau zu seinem 18. Geburtstag bespielte er die Abschlussparty des Stockholm International Film Festival.
2000 zog er in die musikalisch fruchtbarere dänische Hauptstadt Kopenhagen, wo er bis heute lebt und produziert. Von dort aus unterschrieb er seinen ersten größeren Plattenvertrag mit dem in Chicago beheimateten Label 'Guidance Recordings'. Mit den folgenden Veröffentlichungen wandelte sich der Weg, den Martinez mit seinen Produktionen ging und tendierte immer stärker zum Deep House, Tech House und Broken Beat. Nach dem Erfolg der Veröffentlichung „Skywalker EP“, die auf Steve Bugs Dessous Recordings erschien und den wachsenden Bookinganfragen, gründete er 2004 das Label Out of Orbit. Auf diesem veröffentlichte er nicht nur sein erstes Album, sondern bot Produzentenkollegen wie Trentemøller oder Robert Babicz eine Veröffentlichungsplattform.
Martinez’ zweites Label re:connected, das er zur Veröffentlichung seiner Minimalhouse-Tracks nutzt, wurde 2006/07 gegründet. Zudem veröffentlicht er regelmäßig auf Moon Harbour Recordings und Lomidhigh.

## Diskographie (Auszug)

### Alben
- 2005: Internal Space (Out Of Orbit Recordings)
- 2007: A Chemical Imbalance (Re:connected)
- 2010: The Paradigm Shift (Moon Harbour Recordings)

### Singles und EPs
- 2001: Autumn Jazz EP (Deeplay Music)
- 2001: Laidback Grooves E.P. (Guidance Recordings)
- 2002: Laidback Grooves Vol. 2 (Guidance Recordings)
- 2003: Skywalker EP (Dessous Recordings)
- 2003: Sambalaté (Guidance Recordings)
- 2004: Wadihiker EP (Out Of Orbit Recordings)
- 2004: The Arizona EP (Out Of Orbit Recordings)
- 2005: Stratocaster EP (Out Of Orbit Recordings)
- 2005: Shadowboxing (Audiomatique Recordings)
- 2006: Echochamber (Audiomatique Recordings)
- 2007: Re:connected 001 (Re:connected)
- 2007: 101 Regards (3rd Floor Records)
- 2008: Organic Theme EP (Lomidhigh Organic)
- 2009: Le Cirkus (Moon Harbour Recordings)

### Remixe
- 2006: Nathan Fake – The Sky Was Pink (Martinez Remix) (Rip n'Burn Recordings)
- 2008: Lulu Rouge – Bless You (Martinez Remix) (Music For Dreams)
- 2009: Gregor Tresher – The Life Wire (Martinez Remix) (Break New Soil)
- 2010: Seth Troxler & Matthew Dear – Hurt (Martinez Dark Soul Remix) (Spectral Sound)
- 2010: Audiojack – Schizophonic (Martinez Remix) (20:20 Vision)